# En rackarunge
En rackarunge är en svensk dramafilm från 1923 i regi av Fredrik Anderson. 
Filmen premiärvisades 22 november 1923 på biograferna Odéon och Rivoli i Stockholm. Filmen spelades in i en ateljé på Linnégatan i Stockholm med exteriörer från Växjö, Evedals hälsobrunn, Bergkvara herrgård samt Räppe sågverk av Sven Bardach. Som förlaga har man Ester Blenda Nordströms bok En rackarunge som utgavs 1919.

## Rollista
- Elsa Wallin – Ann-Mari Sofia Lindelöf, fosterflicka, 13 år
- Fredrik Frendberg – Rudel i Smestorp
- Sven Bergvall – pastor Dammel
- Ebba Gard – Elin, pastorskan
- Ida Gawell-Blumenthal – Augusta, faktotum
- Bertil Duroj – Josef Andersson i Tolfteryd
- Mia Gründer – änkedomprostinnan Dammel född Silvercloo, pastorns mor
- John Norrman – Niklas i Backesta
- Torsten Lennartsson – Josefs morbror
- Anders Boman – fil. kand. John Didrik, Elins bror
- Aina Bergström – Tilda, Johns kusin
- Yonna Melinder – Alice Bergöö
- Axel Janse – Sjövinder, adjunkt
- Ellen Ädelstam – fröken Humble
- Ragnar Klange – godsägare Bergöö på Skeppstavik, Alices far
- Gustaf V, kung av Sverige – Gustaf V